# The Residents

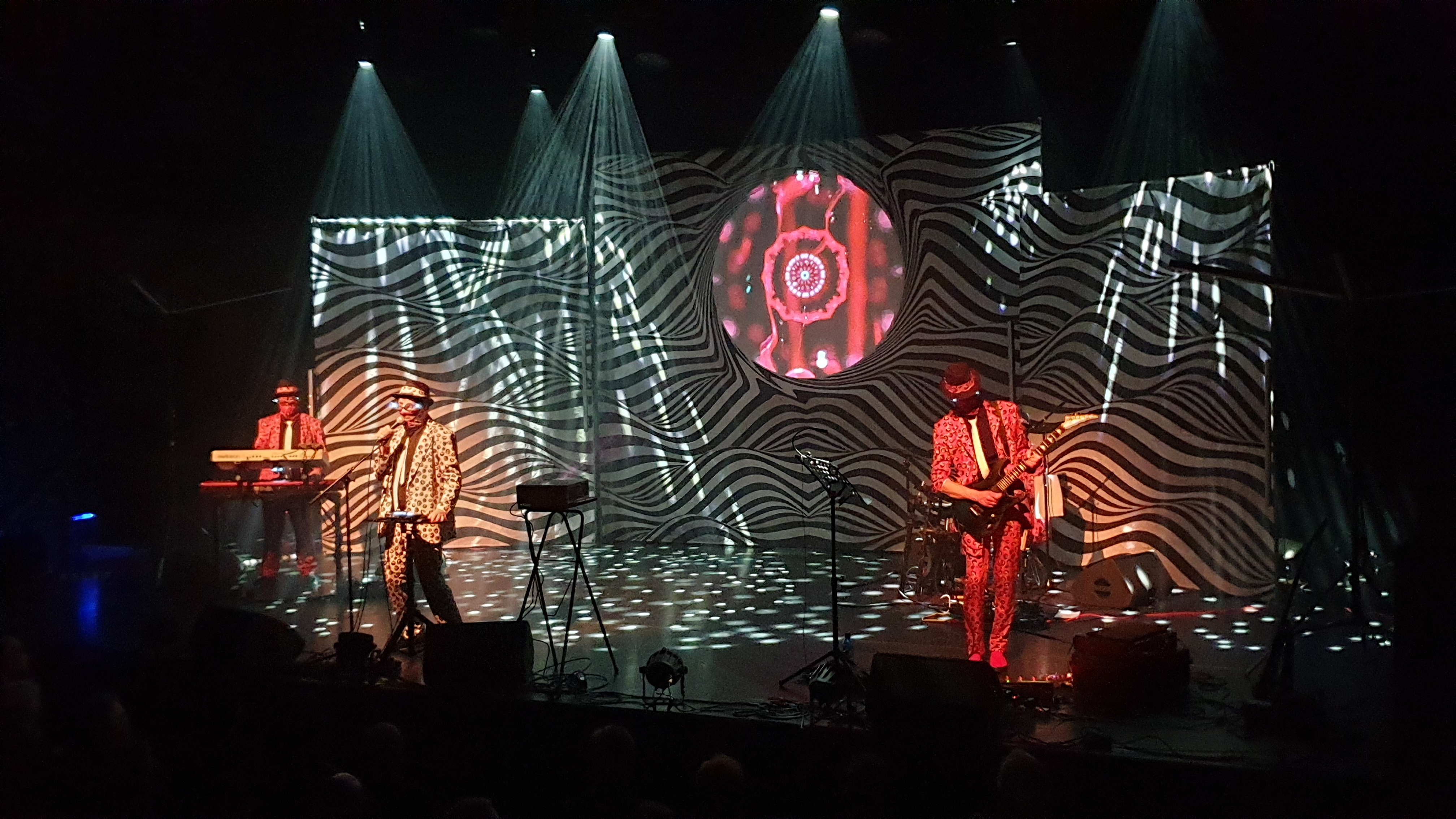
The Residents 2023 im Frankfurter Mousonturm

The Residents ist eine US-amerikanische Avantgarde-Band, die in San Francisco beheimatet ist. Das genaue Gründungsjahr der Band sowie die Identität und Herkunft der meisten Mitglieder ist unbekannt. Die Musiker treten seit ihren Anfängen in immer wieder anderen Maskierungen auf. Weitere Markenzeichen der Band sind ihre eigenwilligen Kompositionen und die bizarre Interpretation von Fremdmaterial. Wiederholt bearbeiteten sie Material von Elvis Presley, George Gershwin, James Brown, Prince, The Beatles, The Rolling Stones und weiteren Musikern - teilweise bis zur Unkenntlichkeit. 

## Bandgeschichte

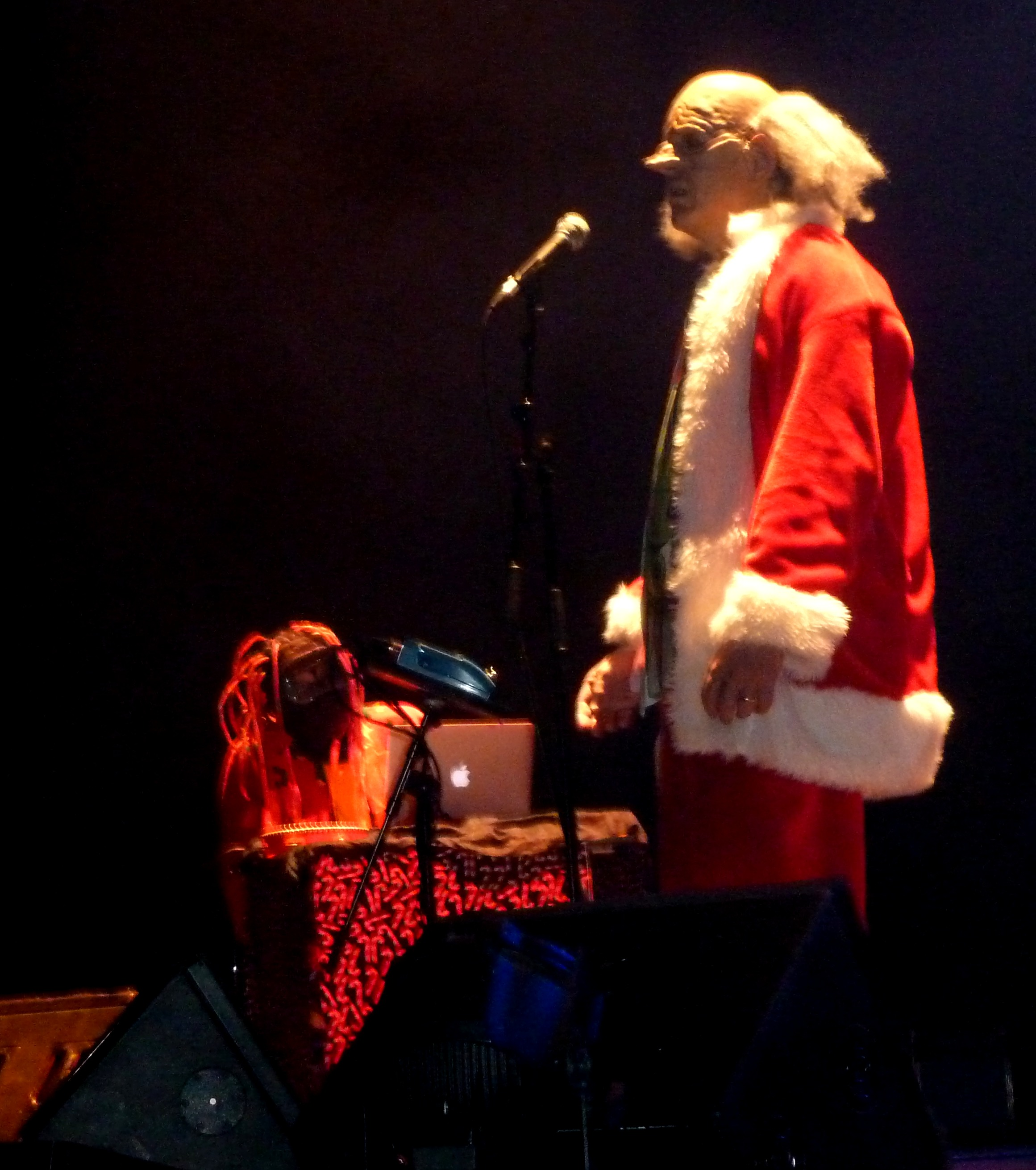
Chuck und Randy 2013

Die Gründung der Residents reicht vermutlich in die späten 1960er-Jahre zurück. 1971 erfolgte der erste Auftritt, 1972 die Gründung eines eigenen Plattenlabels, Ralph Records, auf dem noch im Gründungsjahr die erste Single Santa Dog erschien. Die Originalversion dieser Platte ist heute ein begehrtes Sammelobjekt. Bereits vor 1972 waren Aufnahmen entstanden, die aber eher dem privaten Vergnügen und dem Studium der Klangmanipulation zuzuordnen sind, einem wichtigen Aspekt im Schaffen der Band.
Die Residents haben in der Folgezeit Bandjubiläen jedoch immer an der ersten Veröffentlichung auf Ralph Records beziehungsweise der Jahreszahl 1972 orientiert (zum Beispiel die 33rd Anniversary Tour im Jahr 2005).
1974 erschien das erste Album Meet the Residents, dessen grafische Gestaltung der Albenhülle eine dadaistische Persiflage auf das Album With The Beatles der Beatles darstellt. Die bizarre Melange aus Blues, Jazz, Rock und Klassik sorgt dafür, dass ihre Coverversionen bekannter Songs wie Nancy Sinatras These Boots were made for Walking kaum wiederzuerkennen sind.
Bis heute erscheinen die Mitglieder der Band  anonym. Einzig  der 2018 verstorbene Mitbegründer Hardy Fox outete sich in seinen letzten Lebensjahren als Mitglied, nachdem er die Band verlassen hatte.
Bei ihren Live-Konzerten tritt die Gruppe stets maskiert auf, wobei insbesondere eine spezielle Verkleidung mit Frack, Zylinder und Augapfel-förmiger Kopfmaske zu einem der visuellen Markenzeichen der Band geworden ist.
Von 1972 bis 1976 entstand der Film Vileness Fats, der außergewöhnliche Tricktechnik und eine bizarre kubistische Ausstattung enthält. Der Film wurde jedoch aufgrund der voranschreitenden Technik nicht fertiggestellt. In den 1980er Jahren wurde ein Fragment mit einem dafür neu komponierten Soundtrack veröffentlicht.
1976 erschien das zweite Album Third Reich ‘n’ Roll, dessen Umschlaghülle comicartig den amerikanischen Fernsehmoderator Dick Clark in Nazi-Uniform mit Mohrrübe karikiert, um den mehrere kleine Hitler- und Eva-Braun-Figuren drapiert sind. In Deutschland, wo das Veröffentlichen von Nazisymbolen untersagt ist, wurden diese wie auch die Swastikas auf dem Plattencover mit einem „Censored“-Banner versehen. Musikalisch wurden verfremdete Versatzstücke aus bekannten Hits der 1960er Jahre aneinandergereiht; als Hauptmotiv fungiert der Refrain aus dem Stück Land of a Thousand Dances.
Ab 1976 trat das Cryptic Corporation benannte Management-Team der Residents als Sprecher der Band in Erscheinung, das aus Homer Flynn, Hardy Fox († 2018), Jay Clem und John Kennedy bestand. Clem und Kennedy, die stets bestritten, Mitglieder der Residents zu sein, sollten jedoch 1983, nach einer finanziell ruinösen ersten Tournee der Residents, der Mole Show und anschließender Restrukturierung von Ralph Records zu (New Ralph!) wieder von der Bildfläche verschwinden. Musikjournalisten gehen daher davon aus, dass Flynn (als Sänger) und Fox (als Komponist) die maßgeblichen Köpfe hinter den Residents sind oder waren, wenngleich es seitens der Gruppe keinerlei Bestätigung für diese Annahme gibt. Einer der wenigen Musiker, der seit Anbeginn seine Identität preisgab, war der Gitarrist Philip Lithman, der unter seinem Pseudonym „Snakefinger“ auch Soloalben veröffentlichte. Lithman wurde, obwohl seit 1969 kontinuierlich an Projekten beteiligt, jedoch meist nur als „guest artist“ aufgeführt. Er starb 1987 an Herzversagen.
Im englischen Sprachraum hat sich die Bezeichnung „Rezsinger“ für den Sänger der Residents entwickelt, der aufgrund seiner markanten Gesangstechnik und Stimme relativ leicht wiederzuerkennen ist.
Seit der Gründung der Residents hat die Gruppe über 60 Alben veröffentlicht. Vielen davon liegen gesamtkünstlerische Konzepte zugrunde. Das Album Not Available von 1978 soll schon 1974 mit der Intention aufgenommen worden sein, es erst dann zu veröffentlichen, wenn die Musiker das Album vergessen hatten. Das Album Eskimo von 1979 wurde abgesehen von einigen Keyboardbeiträgen fast nur mit Percussion, Stimmfetzen und Geräuschen eingespielt. Das Commercial Album von 1980 enthält 40 Jingle-artige Stücke mit jeweils genau einer Minute Laufzeit. Das Album George & James von 1984 enthält zur Hälfte Songs von George Gershwin, die andere Hälfte ist eine Nachvertonung der ersten Seite des James-Brown-Albums Live at the Apollo. Das Album The King & Eye von 1989 ist ein Konzeptalbum mit dem Thema Elvis Presley.
Die Residents haben auch konsequent weiter an Filmmaterial gearbeitet und zählen zu den Pionieren des Video-Clip-Formats. Bei der Gründung von MTV zählten die avantgardistischen Trickfilme anfangs zum Standard-Repertoire des Senders. Auf Grund der bizarren Musik und der geringen Anzahl an ausgekoppelten Singles gegenüber den zahlreichen Alben blieb der Gruppe ein bedeutender Hit versagt. Lediglich Kaw-Liga, eine Hank-Williams-Coverversion, avancierte Mitte der 1980er-Jahre zu einem frühen Klassiker der House-Musikszene. Das Arrangement baut auf dem Rhythmus von Michael Jacksons Billie Jean auf.
1991 veröffentlichte die Band die Multimedia-CD-ROM Freak Show, womit sie abermals zu den Pionieren eines Mediums zählen. 1994 folgte das ebenfalls multimediale Album Gingerbread Man. 1995 kam ein Abenteuerspiel der Residents namens Bad Day on the Midway auf den Markt, dessen Szenerie ein heruntergekommener Jahrmarkt namens Midway ist. Neben weiteren neuen Alben folgten seit 2001 sieben DVDs mit altem und neuem Videomaterial der umtriebigen Gruppe.
In den letzten Jahren hat die Band das Projekt Make the Fans Rich gegründet. Mit speziellen Veröffentlichungen in Kleinstauflagen, die rasche Preissteigerungen in Sammlerkreisen geradezu herausfordern, bedanken sich die Residents bei ihren Fans für die jahrzehntelange Treue. Die WB-Remix-Doppel-LP gab es 2003 nur 333-mal, das Album Brumalia erschien 2004 in einer Auflage von 1.000 Stück.
Im Jahr 2005 führte die 33rd Anniversary Tour unter dem Motto „The Way We Were“ unter anderem nach Australien. Die Band trat dort in gewohnter Augapfel-Maskierung mit drei Instrumentalisten (Gitarrist und zwei Elektronik-Musiker), Sängerin und Sänger sowie mit einem pantomimisch agierenden Bühnendarsteller in Erscheinung. In Deutschland waren die Residents 1999 zu sehen, wo sie Auftritte bei der Kulturarena Jena sowie einen in der Kunst- und Ausstellungshalle Bonn hatten, der weltweit im Internet per Livestream ausgestrahlt wurde. Am 11. September 2001 gaben sie ein Konzert auf der Icky-Flix-Tour im Hamburger Kulturzentrum Fabrik, 2003 und 2010 jeweils eines in Düsseldorf.
Am 1. September 2008 erschien das Album The Bunny Boy. Das Album orientiert sich an Frühwerken der Residents wie Duck Stab und The Commercial Album.
2013 tourten die Residents in Dreierbesetzung bestehend aus Charles „Chuck“ Bobuck (keyb) (wohl identisch mit Hardy Fox), Randy Rose (voc) (wohl identisch mit Homer Flynn alias Mr. Skull) und Bob (g) durch die USA und Europa. Erstgenannter veröffentlichte unter dem Namen Charles Bobuck auch mehrere Soloalben, gehörte jedoch ab März 2015 nicht mehr zur Tourbesetzung und verabschiedete sich 2016 offiziell ganz von der Band, wobei er angab, einer der Gründer gewesen zu sein. Fox erlag 2018 einem Krebsleiden.
Die Tour Faceless Forever/Dog Stab! führte von 2021 bis 2023 durch Nordamerika und Europa. Mit der Besetzung Tyrone (voc), Eekie (g), Erkie (keyb) und Cha Cha (d) ist kein originales Bandmitglied mehr aktiv.

## Mythen
Zum Gesamtwerk der Band zählen zahlreiche Mythen, die größtenteils von der Band selbst bei Interviews der Cryptic Corporation in die Welt gesetzt wurden.

### Herkunft des Gruppennamens
Im Jahr 1970 oder 1971 produzierte die damals noch namenlose Band angeblich Studioaufnahmen, mit denen man sich beim Medienkonzern Warner Brothers um einen Plattenvertrag bewerben wollte. Warner wurde als möglicher Vertragspartner ausgewählt, weil dort auch Captain Beefheart unter Vertrag war, der angeblich die Arbeit der Band beeinflusst haben soll. Da die Gruppe in gewohnt anonymer Art nur eine Antwort-Adresse, aber keinen Absender angegeben hatte, ging die (abschlägige) Antwort der Plattenfirma an die „residents“ (deutsch: Bewohner) der angegebenen Adresse. Diese sollen diese triviale Bezeichnung künftig als Gruppennamen verwendet haben.

### N. Senada
Die Band behauptet, ein bayerischer Dichter, Denker und Musiker namens N. Senada (das N soll für Nigel stehen), habe sie auf ihre „schiefe musikalische Bahn“ gebracht. Senada sei zwischen 1895 und 1910 geboren. Er sei Entwickler der „Theory of Obscurity“, die einen maßgeblichen Einfluss auf ihr künstlerisches Konzept ausübte. Diese Theorie besagt: “an artist does their purest work when they’re the most obscure, with a minimum of feedback from any kind of audience.” (Deutsch: „Künstler arbeiten am authentischsten, wenn sie so weit wie möglich im Verborgenen bleiben; mit einem Minimum an Resonanz jedweder Art vom Publikum.“)
1937 habe Senada das Stück für automatische Instrumente Pollex Christi komponiert, welches 1997 von den Residents eingespielt und in kleiner Auflage veröffentlicht wurde. Möglicherweise geht der Name auf einen Besuch in Ensenada, Mexiko zurück. Pollex Christi enthält Melodiefragmente, die wesentlich jünger sind als das angegebene Entstehungsdatum – so hört man unter anderem die Grundelemente der Titelmelodie von Star Trek.
Von einer Polarexpedition im Zusammenhang mit ihrer LP-Produktion Eskimo um 1977/78 sei Senada nicht zurückgekehrt und sei 1993 gestorben. Mit ziemlicher Sicherheit handelt es sich um eine fiktive Person.

### The Residents – The Beatles?
Zwar ist künstlerisch eine hohe Kontinuität im bisherigen Schaffen der Band zu verzeichnen, aber dass sich unter den Kostümen der Live-Auftritte dieselben Musiker wie bei Gründung der Gruppe vor über 40 Jahren verbergen, wird bezweifelt. Im März 2006 benannte die offizielle Website der Band die Bandmitglieder als „John, Paul, George and Reingold“, womit eine Spekulation aus den 1970er-Jahren wieder aufgegriffen wurde, der zufolge sich die Beatles hinter den Residents verbergen würden.

## Rezeption
Die Coverversion des Rolling-Stones-Liedes (I Can’t Get No) Satisfaction der Residents wurde in die Liste The Wire’s “100 Records That Set The World On Fire (While No One Was Listening)” aufgenommen.

## Diskografie

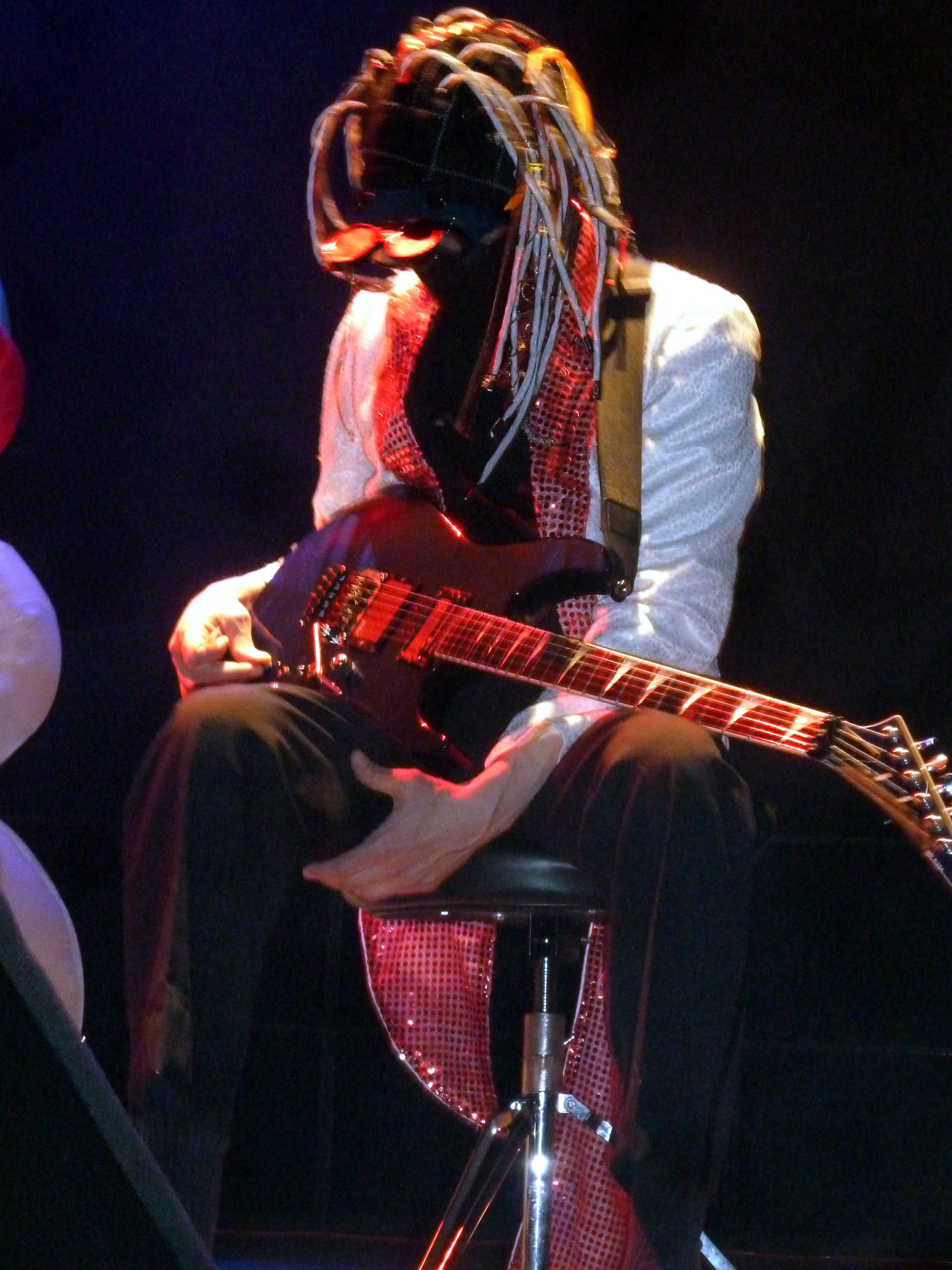
Bob 2013

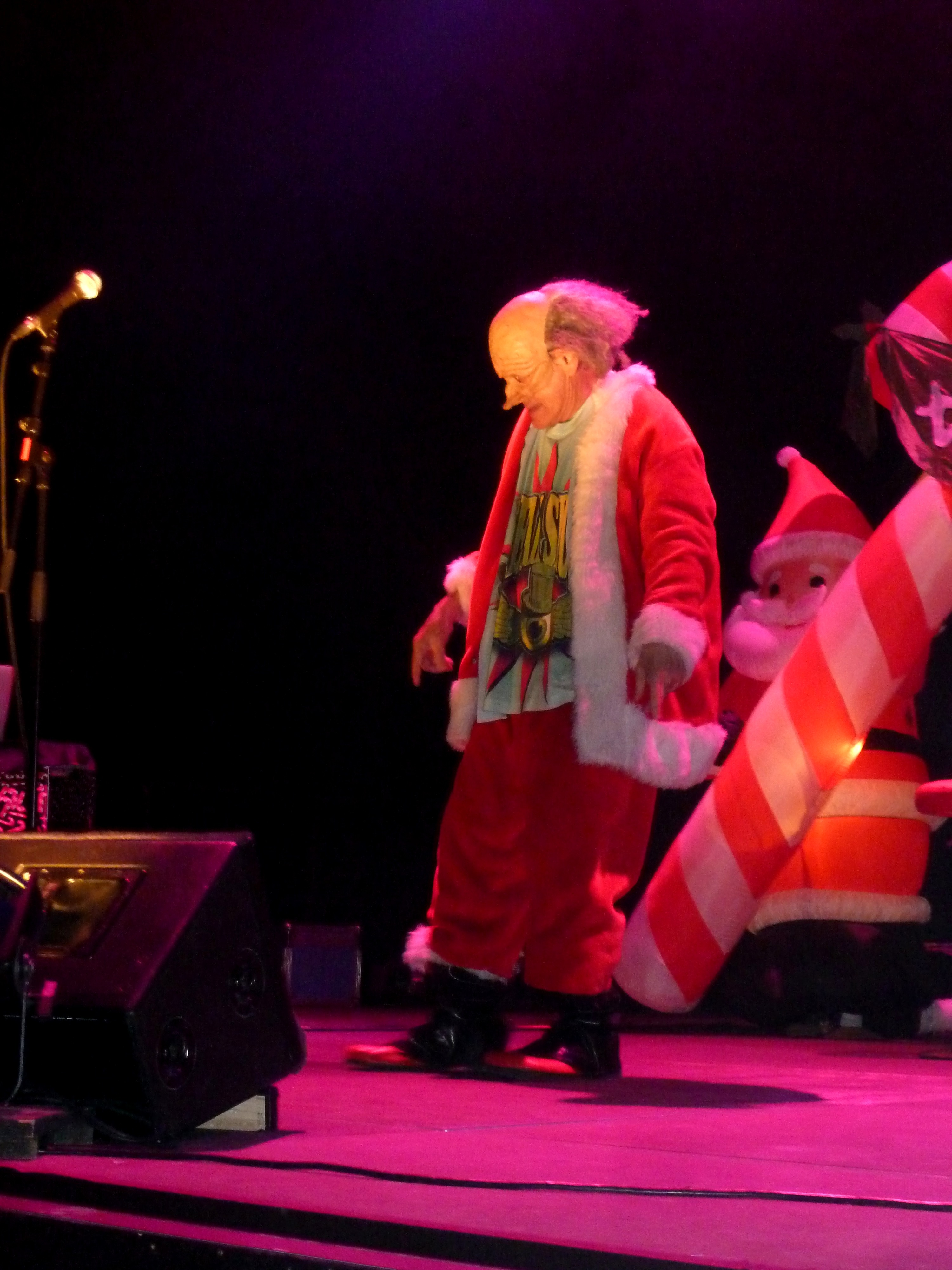
Randy 2013

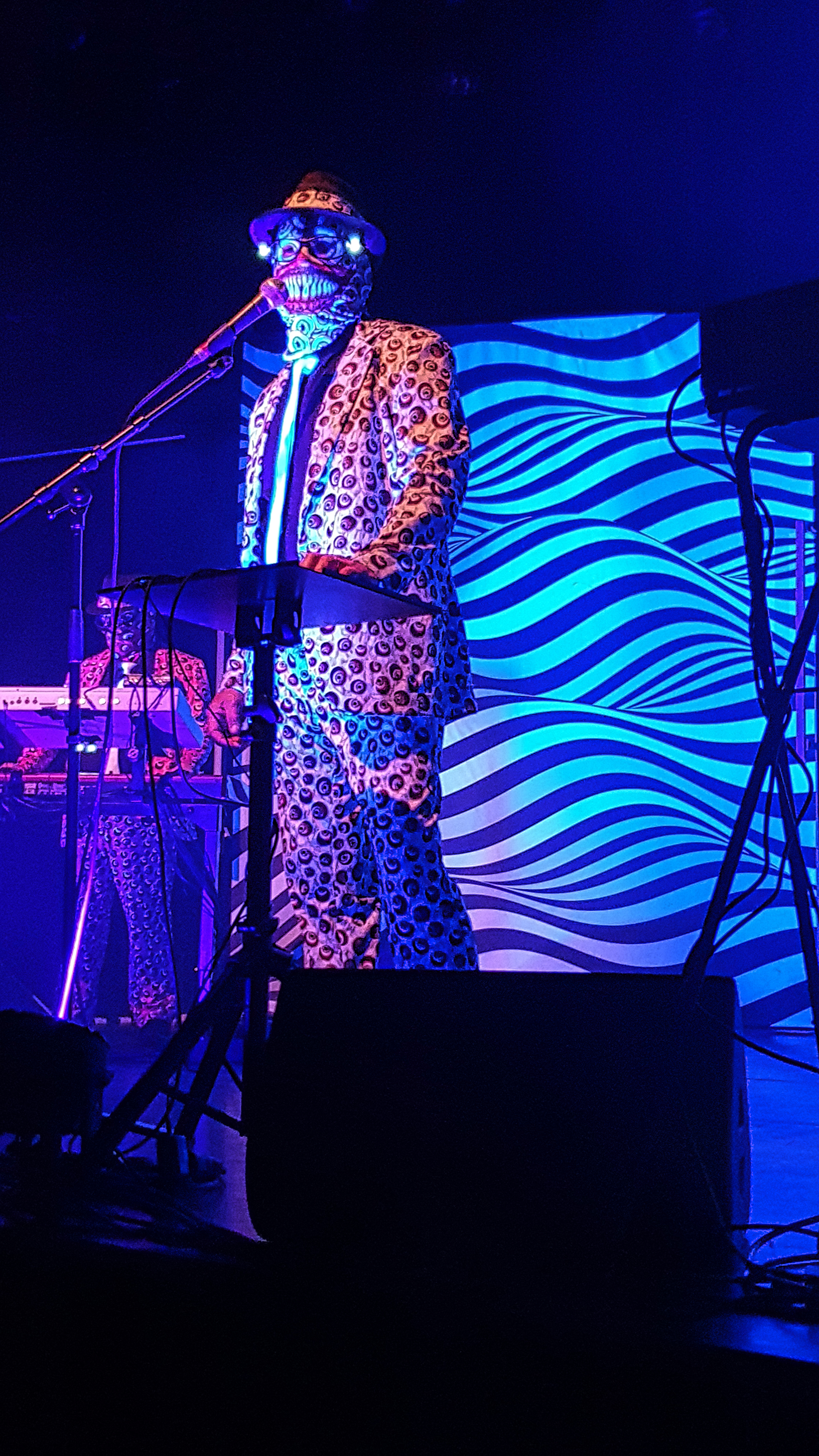
Mousonturm Frankfurt 2023

### Reguläre Studio-Alben
- Meet the Residents – 1974
- Not Available – 1974 (veröffentlicht 1978)
- Third Reich & Roll – 1976
- Fingerprince – 1977
- Duck Stab/Buster & Glen – 1978
- Eskimo – 1979
- The Commercial Album – 1980
- Mark of the Mole (Part One of the Mole Trilogy) – 1981
- The Tunes of Two Cities (Part Two of the Mole Trilogy) – 1982
- George & James (The American Composers Series, Vol. 1) – 1984
- The Big Bubble (Part Four of the Mole Trilogy) – 1985
- Stars & Hank Forever (The American Composers Series, Vol. 2) – 1986
- God in Three Persons – 1988
- God in Three Persons Soundtrack – 1988
- The King & Eye – 1989
- Freak Show – 1990
- Our Finest Flowers – 1992
- Gingerbread Man – 1994
- Wormwood: Curious Stories from the Bible – 1998
- God in Three Persons/God in Three Persons Soundtrack – 2000
- Freak Show, 13th Anniversary Special Edition – 2002 (2 CDs)
- Demons Dance Alone – 2002
- Animal Lover – 2005 (CD/MCD)
- Tweedles! – 2006
- Freak Show – 2006 (CD/DVD)
- The Voice Of Midnight – 2007
- The Bunny Boy – 2008
- Postcards From Patmos – 2008
- Anganok – 2009
- Hades – 2009
- The Ughs! – 2009
- Arkansas – 2009
- Ozan – 2010
- Strange Culture/Haeckel’s Tale – 2010
- Dollar General – 2010
- Talking Light Rehearsal – 2010
- Chuck’s Ghost Music – 2011
- Coochie Brake – 2011
- Lonely Teenager (a Talking Light presents project) – 2011
- Mush-Room – 2013
- The Ghost of Hope – 2017
- Intruders – 2018
- Eskimo Deconstructed - 2019
- Metal, Meat & Bone - 2020
- Dr. Dark - 2025

### Live-Alben
- The Mole Show Live at The Roxy – 1983
- The 13Th Anniversary Show, Live in Japan/The Eyeball Show – 1986 (LP)
- The 13th Anniversary Show: Live in Holland – 1987
- The Mole Show – Live in Holland 1989
- Cube E: Live in Holland – 1990
- Live at the Fillmore – 1998 (2 CDs)
- Wormwood Live 1999 – 1999 (2 CDs)
- The 13th Anniversary Show, Live in Tokyo – 1999
- Roadworms – 2000
- Kettles of Fish on the Outskirts of Town – 2003 (3CDs+1DVD)
- The Way We Were – 2005 (CD/DVD)
- Cube E: Live in Holland – 2006 (2CDs+1DVD)
- In Between Dreams Live - 2019 (CD oder Doppel-LP Vinyl)
- Duck Stab! Alive! – 2021
- Bunny Boy Live In Frankfurt – 2021
- Shadowland Live in Fribourg Switzerland - 2024

### Irreguläre Alben
- Roosevelt 2.0 – 2000 (CD in einer hölzernen Zigarrenbox)
- Dot.Com – 2000 (Zusammenschnitte aus im Internet veröffentlichten Liedern)

### Soundtracks
- Whatever Happened to Vileness Fats – 1984
- Census Taker – 1985 (LP)
- Hunters – 1995
- Have a Bad Day – 1996
- Icky Flix – 2001
- I Murdered Mommy – 2004 (nie vollendetes CD-ROM-Projekt. Es existiert nur dieser Audio-Soundtrack. Geliefert mit umfangreichen Infos zum geplanten Projekt)
- The 12 Days of Brumalia – 2004

### MCDs
- Intermission (is NOT Part Three of the Mole Trilogy) – 1983
- Double Shot – 1988
- Holy Kiss of Flesh – 1988 – (Ryko Version)
- For Elsie – 1990
- From the Plains to Mexico – 1989
- Don’t Be Cruel – 1990
- Blowoff – 1992
- Prelude to “The Teds” – 1993
- Pollex Christi – 1997
- I Hate Heaven – 1998
- In Between Screams – 1999
- High Horses – 2001

### CD3s
- Babyfingers – 1979
- Duck Stab/Buster & Glen – 1978 (2 CD3)
- Kaw-Liga Prairie Mix – 1986

### CDs vonUWEB(nur für Mitglieder)
(UWEB war „Uncle Willie’s Eyeball Buddies“, der offizielle Fanclub.)
- Santa Dog ‘88 – 1988 (MCD)
- The Snakey Wake – 1988 (MCD)
- Buckaroo Blues – 1989 (MCD)
- Liver Music – 1990
- Stranger than Supper – 1990
- Daydream B-Liver – 1991
- Live in the USA/The 13th Anniversary Tour (2 CDs)
- Santa Dog 92 – 1992 (MCD)
- Philip Charles Lithman a.k.a. Snakefinger – 1992
- Land Of Mystery – 1999 (CD)

### Remixe
- Holy Kiss of Flesh (Euro Ralph Remix) – 1993
- WB:RMX – 2004
- The King & Eye: RMX (Remixed by Paralyzer) – 2004
- RMX – 2007 (nur als Download)
- Bunny Boy Intermission Music (A Tribute to Past Tours) – 2008 (nur als Download)

### Podcasts
- The River of Crime! – 2006

### Kompilationen
- Eat Exuding Oinks – 1977
- Please do not steal it! – 1979 (LP)
- Nibbles – 1979 (LP)
- Babyfingers – 1979
- Subterranean Modern – 1979 (LP)
- Residue – 1983 (LP)
- Ralph Before ‘84 – Volume 1, The Residents – 1984 (LP)
- Memorial Hits – 1985 (LP)
- The PAL TV LP – 1985 (LP)
- Heaven? – 1986
- Hell! – 1986
- Uncle Willie’s Highly Opinionated Guide to the Residents – 1993
- Poor Kaw-Liga’s Pain – 1994
- Louisiana’s Lick – 1995
- Our tired, our poor, our huddled Masses – 1997 (4 CDs, Euro Ralph Version)
- Our tired, our poor, our huddled Masses – 1997 (2 CDs, Ryko Version)
- Residue Deux – 1998
- Twenty-five Years of Eyeball Excellence – 1998
- Refused (Santa Dog '99) – 1999
- Land of Mystery – 1999 (UWEB-Compilation von Ralph Amerika)
- Assorted Secrets – 2000
- Diskomo 2000 – 2000
- The Residents Radio Special/Eat Exuding Oinks – 2002
- Petting Zoo – 2002
- Best left unspoken, Vol. 1 – 2006
- Best left unspoken, Vol. 2 – 2007
- Best left unspoken, Vol. 3 – 2007
- Ten Little Piggies – 2009
- Chicken Scratching With The Residents – 2010
- Ten Two Times – 2013
- Dot.Com – 2017 (Klanggalerie)
- 80 Aching Orphans – 45 Years of the Residents Hardback Book Anthology Set –  2017 (4 CDs)
- Leftovers Again?! – 2021

### 7–Inch
- Santa Dog – 1972
- Satisfaction – 1976
- The Beatles play the Residents and the Residents play the Beatles – 1977
- Santa Dog ‘78 – 1978
- Commercial Single - 1980
- Shut Up, Shut Up - 1980
- The White Single – 1984
- It’s a Man’s Man’s Man’s World/Jailhouse Rock – 1986
- Kaw-Liga – 1986
- Earth vs. The Flying Saucers – 1986
- Hit the Road Jack – 1987
- Double Shot - 1988
- From The Plains To Mexico - 1989
- Don't Be Cruel  - 1990
- Rushing Like A Banshee - 2016
- Santa Dog 17 - 2017
- The Intruder - 2018
- Die! Die! Die! - 2020

### Flexi–7–Inch
- Meet the Residents Sampler – 1974
- Diskomo – Live in San Francisco – 1988

### Audio-Kassetten
- The Residents Radio Special/Eat Exuding Oinks – 1977
- Assorted Secrets – 1984
- Buckaroo Blues & Black Barry – 1989

### 12–Inch
- Diskomo/Goosebump – 1980
- Commercial Single – 1980
- Hit the Road Jack (Special Almost Dance Mix) – 1987
- For Elsie – 1987
- Kaw-liga Housey Mix – 1989

### Nur EP
- Duck Stab – 1978

### DVDs
- Icky Flix – 2001
- Live! …on the Outskirts – 2002
- Eskimo – 2002
- Kettles of Fish on the Outskirts of Town – 2003
- Golden Goat – 2003
- Demons dance alone – 2003
- Disfigured Night – 2004
- Commercial DVD – 2004
- Wormwood Live – 2005
- The Way We Were – 2005
- Cube E – 2006
- Freak Show – 2006
- Icky Flix Live – 2009

### Videos
- Ralph Volume One – 1984
- The Mole Show/Whatever Happened to Vileness Fats? – 1984
- Video Voodoo – 1987
- The Eyes Scream – 1991
- Freak Show Video Press Release – 1991
- Freak Show Video/NEC – 1991
- Twenty Twisted Questions – 1992
- Freak Show CD-ROM Video Tour – 1995
- Disfigured Night – 1997
- Hunters: Rulers of the Deep – 1999

### CD-ROMs
- Freak Show – 1994
- Gingerbread Man – 1995
- Bad Day on the Midway – 1995

### DAT
- God in Three Persons – 1988

### Comics
- Freak Show
- The Comix of two Cities 1–12 (1982–?)

### Zusammenarbeiten
- mit Gary Panter – Tornader to the Tater – 1981 (7")
- mit Schwump – Aphids in the Hall – 1976 (7")
- Snakefinger – The Spot – 1978 (7")
- Snakefinger – Chewing Hides the Sound – 1979
- Snakefinger – The Model – 1980 (7")
- Snakefinger – The Man in the Dark Sedan – 1980 (7")
- Snakefinger – Greener Postures – 1980
- Snakefinger – Manual of Errors – 1982
- Snakefinger – Against the Grain – 1983 (LP)
- The Residents & Renaldo and the Loaf – Title in Limbo – 1983
- Snakefinger – A Collection of Songs Written and Produced With The Residents 1978–1988 – 1988